# Zamarada ilaria
Zamarada ilaria là một loài bướm đêm trong họ Geometridae.